# Istoria județului Mureș

Harta descoperirilor arheologice

Județul Mureș este atestat documentar din 1409 an în care regele Sigismund de Luxemburg a răsplătit vitejia locuitorilor din Cașin și din satele învecinate și a dezlipit acest ținut de ținutul Ciucului, oferindu-i administrație proprie. În 1462 Matei Corvinul întărește hotărârea lui Sigismund prin diploma de la Mediaș, confirmând prin aceasta dreptul locuitorilor de a-și alege judecători și conducători în război.
Deși formarea județului ca teritoriu de sine stător cu o administrație proprie este destul de târzie, există destule urme care dovedesc că locuitorii acestor locuri au construit de-a lungul timpului o civilizație comparabilă cu orice civilizație din acea vreme, din orice colț al lumii. Istoria locurilor și a populație autohtone se pierde în negura timpurilor, reconstrucția istoriei realizându-se prin descoperiri arheologice ale urmelor păstrate până în zilele noastre. Desfășurate în diverse etape, săpăturile arheologice au scos la iveală o multitudine variată de vestigii (arme, podoabe, unelte) încă din neolitic, astfel încât tabloul conturat de acestea prezintă actualul teritoriu al județului Mureș ca pe o arie de populare timpurie, încă din primele faze ale civilizației, din epoca orânduirii comunei primitive.

## Neolitic
Cercetările arheologice au scos la iveală elemente materiale care dovedesc existența unei populații pe actualul teritoriu al județului Mureș încă din neolitic (5500-2200 î.e.n.). Descoperirile de pe teritoriul a peste 30 de localități, localizate între Valea Mureșului și văile Târnavelor, semnalizează existența unei civilizații dezvoltate pe aceste meleaguri.
În funcție de caracteristicile ceramicii au fost distinse 6 culturi: cultura Criș - semnalată la Târgu Mureș, Corunca, Cipău și Bernadea, cultura ceramicii liniare - urme descoperite la Târgu Mureș și Cipău, cultura Petrești - răspândită la Cuci, Petrilaca, Ozd, cultura Cucuteni-Ariușd - descoperiri efectuate la Târgu Mureș, Morești, Sângeorgiu de Mureș, Reghin, Botorca, Cornești, Bord, Sighișoara, cultura Decea Mureșului - urme la Târgu Mureș, Iernut, Cuci, cultura Coțofeni - la Lechința, Cristești, Sâncraiu de Mureș, Sângeorgiu de Mureș, Ernei, Gornești, Glodeni.

## Epoca bronzului

Fibula de la Suseni

Diverse urme trace din epoca bronzului (2200-1200 î.e.n.) - unelte, arme, vase, podoabe, obiecte de cult - au fost descoperite pe suprafața a peste 40 de localități din actualul județ Mureș. Obiectele scoase la lumină în urma săpăturilor arheologice au fost grupate în 3 culturi: cultura Brașov, cultura Sighișoara, cultura nouă. Cea mai importantă cultură datorită originalității și răspândirii o reprezintă cultura Sighișoara. Aceasta a fost definită pe baza fragmentelor de ceramică cu ornamentație în meandre și spirale, dar și prin numeroaselor obiecte din bronz rămase de la populația tracă. Descoperirile principale au fost făcute pe Dealul Turcului, un fragment al terasei pleistocene  înaltă de 30 de m, în partea de vest a orașului Sighișoara.
Depozitul de bronz de la Suseni este o altă descoperire arheologică de mare importanță și valoare din această perioadă. Tot aici au fost descoperite seceri, topoare, târnăcoape, cuțite.  Printre descoperirile arheologice din acest sit este și Fibula de la Suseni, descoperire devenită simbol al județului, figurând pe actuala stemă a județului Mureș.

### Hallstatt
Prima epocă a fierului, Hallstatt (1200-300 î.e.n.), a fost confirmată prin descoperirile efectuate pe teritoriul a 27 localități aflate pe întreaga Vale Mureșului (între Deda și Luduș), în Câmpia Transilvaniei (Band, Căpușu de Câmpie, Țipelnic) și în Podișul Transilvaniei (Bahnea, Gogan, Senereuș, Chendu, Sângeorgiu de Pădure, Sighișoara, Criș, Saschiz).
Dovada incontestabilă a dezvoltării civilizației din acest spațiu este depozitul de obiecte de bronz (seceri, lame de fierăstrău, arme, podoabe) descoperit în Câmpia Transilvaniei la Valea Rece în anul 1960. Greutatea obiectelor descoperite este de 252 kg fapt care situează depozitul pe locul 5 în România în ierarhia descoperirilor de gen.

### La Tene
Perioadă a doua a fierului numită și La Tene dacic (300 î.e.n. -106 e.n) este bine reprezentată pe teritoriul județului. În 28 de localități au fost descoperite variate vestigii (unelte, arme, vase, podoabe, etc). Conform istoricilor aceste descoperiri sunt în mare parte obiecte provenite de la populația autohtonă dacică. Cele mai importante descoperiri sunt: tezaurul de argint de la Șaeș, depozitul de unelte agricole de la Lechința de Mureș, brăzdarele de fier și săbiile încovoiate de la Cristești, râșnițele și ceștile de la Corunca și diverse fragmente ceramice la Sighișoara.
Cele de mai sus converg către ideea că populația băștinașă din această perioadă devine din ce în ce mai organizată și practică agricultura tot mai intensiv, mărturie stând plugul de fier, dar și extensiv dovadă fiind toparele de fier descoperite, necesare defrișării pădurilor.
O așezare geto-dacică din perioada La Tène a fost descoperită în 1952 în punctul numit Cotitura Dâmbului alături de alte două așezări.

## Perioada romană

Cap de alabastru al zeiței Junona

În urma multiplelor războaie purtate cu populația autohtonă, dacii, Imperiul Roman reușește într-un final să cucerească Dacia. Aceste schimbări atrag după sine schimbări și în ceea ce privește statutul teritoriului cuprins între Valea Mureșului și Târnave. Spațiul cuprins în actualul teritoriu al județului este integrat în provincia romană Dacia. Urme ale modului de viață al populației în acestă perioadă există și au fost identificate diverse vestigii pe teritoriile a peste 30 de localități actuale ale județului. Toate acestea confirmă dezvoltarea civilizației pe aceste pământuri precum și continuarea și perfecționarea îndeletnicirilor strămoșești, în acest sens relevant fiind depozitul de unelte de fier de la Mărculeni descoperit în anul 1965.
Printre cele mai importante vestigii descoperite din această perioadă se numără obiectele și materialele ceramice descoperite la Cristești. Printre altele în situl de la Cristești au fost descoperite vase de imitație terra sigillata un cap din alabastru reprezentând-o pe zeița Junona, dar și cărămizi ștampilate purtând inscripția unităților militare Ala I Bosporanorum militaria, stabilite vremelnic în castrul de aici.
Un alt sit arheologic care merită menționat este cel de la Sighișoara. Aici au fost identificat un depozit de materiale ceramice care conțin mai multe cărămizi inscripționate cu textul Legiunea a XIII-a Gemina.
Celor amintite anterior pot fi adăugate și importantele tezaure monetare de argint descoperite la Cristești, Sălașuri, Sânvasii, Sighișoara și Târgu Mureș.
După cucerirea daciei de către romani, apar pe teritoriul județului o serie de castre - așezări fortificate, amplasate pe văile principalelor cursuri de apă. Urme ale unor astfel de așezări au fost descoperite la Brâncovenești, Cristești, Călugăreni, Sărățeni, Sighișoara. Între aceste castre existau drumuri care facilitau comunicarea, dar erau și rute strategice de comunicarea cu celelalte castre din alte zone. Un astfel de drum unea castrele de la Odorheiu Secuiesc, Inlănceni, Sărățeni, Călugăreni, Brâncovenești, Orheiu Bistriței.

## Prefeudalism

Unelte de fier descoperite la Mărculeni